# Altstädter Kirchhof 10

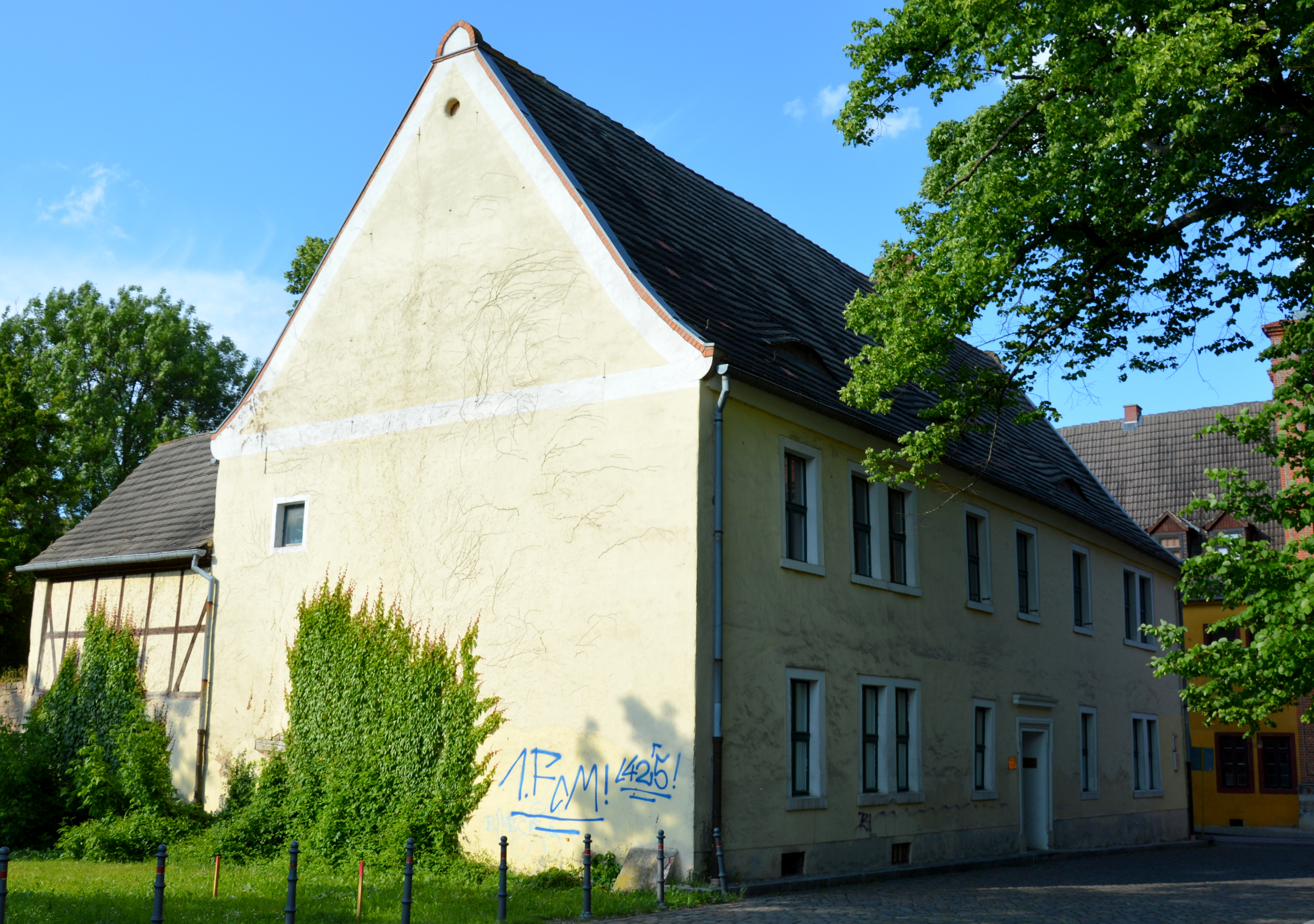
Altstädter Kirchhof 10

Das Gebäude Altstädter Kirchhof 10 ist ein denkmalgeschützter Pfarrhof in Bernburg in Sachsen-Anhalt.

## Lage
Es befindet sich in der Bernburger Talstadt, nördlich der Marienkirche.

## Architektur und Geschichte
Das zweigeschossige Pfarrhaus der benachbarten evangelischen Marienkirche wurde im Jahr 1693 errichtet. Zum Hof gehört auch ein kleines Nebengelass. Ursprünglich war das Grundstück vollständig eingefriedet. Es gehört zur barocken Bebauung des Kirchplatzes nördlich der Kirche.
Im Denkmalverzeichnis für die Stadt Bernburg ist das Pfarrhaus unter der Erfassungsnummer 094 60536 als Baudenkmal eingetragen. Dem Gebäude wird als Pfarrhaus eine besondere kulturgeschichtliche Bedeutung beigemessen. Am 9. Dezember 2015 wurde am Haus eine Erinnerungstafel für die in einem Hexenprozess verurteilte Barbara Meyhe angebracht.